# The Burning Red
The Burning Red ist das dritte Studioalbum der US-amerikanischen Metal-Band Machine Head. Es erschien am 27. Juli 1999 via Roadrunner Records. The Burning Red wurde zwar von den Kritikern positiv aufgenommen, ist aber unter den Fans aufgrund seiner melodischeren Ausrichtung und des zeitweise verwendeten Rapgesangs umstritten. Es war das erste Machine-Head-Album mit Ahrue Luster.

## Entstehung
Wie schon beim Vorgängeralbum The More Things Change… kam es zu einer Veränderung in der Bandbesetzung. Gitarrist Logan Mader erschien zu spät zu einer Bandprobe. Unter dem Einfluss von Methamphetamin beschimpfte er die anderen Bandmitglieder und verließ einen Tag später die Band. Mehrere Kandidaten bewarben sich um den frei gewordenen Posten, darunter der Exodus-Gitarrist Gary Holt. Neuer Gitarrist wurde schließlich Ahrue Luster, der zuvor bei Manmade God spielte. Kurze Zeit später begab sich Sänger Robb Flynn in eine Therapie, um seine Probleme mit Alkohol, Drogen und Bulimie zu bekämpfen.
Im Januar 1999 begannen Machine Head neue Lieder zu schreiben. Die Band setzte sich das Ziel, musikalisch eine neue Richtung einzuschlagen und die Lieder von unnötigem Ballast zu befreien. Gleichzeitig wurde mit Ross Robinson ein neuer Produzent verpflichtet, der zuvor Bands wie Korn oder Soulfly produzierte. Sofort kamen Befürchtungen unter den Fans auf, dass sich Machine Head musikalisch in Richtung Nu Metal verändern würden.

„Als wir mit Ross [Robinson] das Konzept für das neue Album diskutierten stellten wir ihm eine Grundbedingung. Wir wollten nicht wie Korn klingen. [...] Ross war unheimlich happy darüber, denn jede Band, die zu ihm kommt, will wie Korn klingen.“

Für das Album nahm die Band mehrere Coverversionen auf. Auf der regulären Albumversion ist mit Message in a Bottle ein Lied von The Police zu hören. Dass dieses Lied aufgenommen wurde, war Zufall. Flynn begann, während er im Studio seine Gitarre stimmte, das Lied zu singen. In diesem Moment kam Robinson ins Studio und war der Meinung, dass die Band das Lied aufnehmen solle. Auf der Digipakversion ist mit House of Suffering eine Bad-Brains-Coverversion zu hören.
Auf The Burning Red ist zum ersten Mal Rapgesang von Robb Flynn zu hören, insbesondere bei der ersten Single From This Day und bei Desire to Fire. Laut Flynn war das Stilmittel des Rapgesangs schon seit der Bandgründung latent vorhanden gewesen. Beim Lied A Thousand Lies vom Debütalbum hat er bereits Wu-Tang-Clan-Breaks benutzt.

## Hintergrund
Flynn hat für The Burning Red sehr persönliche Texte verfasst. In einem Interview erklärte er, dass er früher nichts wirklich persönliches preisgeben wollte. Die Texte wurden im Booklet des Albums nur auszugsweise abgedruckt.

„Bei den Lyrics wollte ich lieber, dass jeder, der sie verstehen sollte, sie durch Zuhören entschlüsseln kann. Bei allen anderen ist es vielleicht besser, wenn sie erst gar keine Ahnung vom Thema hatten.“

Exhale the Vile befasst sich mit dem Frust, der sich bei Flynn in den Jahren vor seiner Therapie aufgestaut hatte. In Silver geht es um Mauern, die ein Mensch aufbaut, um sich zu beschützen. Das Titellied beschäftigt sich mit dem Thema Selbstmord. Das Lied Five hat für Flynn eine autobiographische Bedeutung. In dem Lied geht es darum, wie er als fünfjähriger von einem Mitglied seiner Familie misshandelt wurde. Flynn wollte sich in den Interviews nicht weiter über dieses Lied äußern. In den letzten beiden Liedern gab Flynn Geschehnisse preis, von denen er zuvor nicht mal seinen engsten Freunden erzählte.
In Devil with the King’s Card verarbeitete die Band die Trennung von Logan Mader. Hinsichtlich des Albumstitels erklärte Flynn, dass die Farbe Rot in den USA für unterschiedliche Dinge wie Wut, Blut oder Krieg steht. Ahrue Luster erklärte, dass die Farbe Rot auch für den Kontrast der Musik der Band stehe.

## Rezeption
Von Seiten der Presse wurde das Album mit guten Kritiken bewertet. Im deutschen Metal Hammer wurde The Burning Red zum „Album des Monats“ gewählt. Laut Matthias Weckmann ist The Burning Red „inhaltlich die Machine Head-Platte, mit der man sich am meisten auseinandersetzen muß“. Weckmann vergab die Höchstpunktzahl von sieben Zählern. Auch im deutschen Rock Hard wurde The Burning Red zum „Album des Monats“ gewählt. Thomas Kupfer lobte, dass die Band „kompositorisch einen enormen Schritt nach vorne gemacht hat“ und vergab neun von zehn Punkten.
Von Seiten der Fans wurde das Album teilweise heftig kritisiert. Der Band wurde auch wegen des Rapgesanges vorgeworfen, sich dem Nu Metal angebiedert zu haben. Diese Kritik ließ Flynn kalt:

„Die Medien haben sich auf zwei Minuten Rap eingeschossen, anstatt auch die restlichen 55 Minuten zu bewerten. [...] The Burning Red enthielt so viele andere Songs, die man hätte beachten können. Aber alle wollten uns in die Rap Rock-Ecke drängen.“

## Kommerzieller Erfolg

### Chartplatzierungen
The Burning Red stieg als erstes Machine Head-Album in die Top 100 der US-amerikanischen Albumcharts ein und erreichte Platz 88. In Deutschland erreichte das Album Platz 15 und in Österreich Platz 22. The Burning Red verkaufte sich bis April 2002 in den USA etwa 134.000 Mal. Innerhalb von etwa drei Jahren wurden von diesem Album etwa 10.000 Exemplare weniger abgesetzt als vom Debütalbum Burn My Eyes in acht Jahren.

### Auszeichnungen für Musikverkäufe
| Land/Region                  | Auszeichnungen für Musikverkäufe (Land/Region, Auszeichnung, Verkäufe) | Verkäufe |
| ---------------------------- | ---------------------------------------------------------------------- | -------- |
| Vereinigtes Königreich (BPI) | Silber                                                                 | 60.000   |
| Insgesamt                    | 1× Silber ·                                                            | 60.000   |